# Universidad Massey
Universidad Massey es una universidad situada en Auckland (Nueva Zelanda) y que cuenta aproximadamente con 36000 estudiantes. La Universidad tiene campus en Palmerston North (sitos en Turitea y Hokowhitu), Wellington (en el suburbio de [monte Cook]]) y Auckland (en Albania). 

## Datos
- 35.509 estudiantes (19.432 EFTS)
- 27251 Estudiantes de pregrado (15.070 EFTS)
- 7212 estudiantes de posgrado (3428 EFTS)
- 1046 estudiantes de doctorado (934 EFTS)
- 112 Terminaciones de doctorado
- 3384 estudiantes maoríes
- 895 estudiantes pasifika
- 2447 Estudiantes con discapacidad